# Дардији
Дардији (фр. Dardilly) је насељено место у Француској у региону Рона-Алпи, у департману Рона.
По подацима из 2011. године у општини је живело 8450 становника, а густина насељености је износила 604,0 становника/km².

## Демографија
| 1962. | 1968. | 1975. | 1982. | 1990. | 2011. |
| ----- | ----- | ----- | ----- | ----- | ----- |
| 1.731 | 2.010 | 2.743 | 4.668 | 6.688 | 8.450 |